# Adolf Graf (Übersetzer)
Adolf-Eduard Graf (* 8. Dezemberjul. / 20. Dezember 1881greg. in Tallinn; † 14. August 1962 in Kyritz) war ein deutschbaltischer Sprachwissenschaftler und Übersetzer.

## Leben
Graf hatte einen deutschen Vater und eine estnische Mutter und ging zunächst auf das Nikolai-Gymnasium in Tallinn, ehe er 1901 in Sankt Petersburg sein Abitur machte. Von 1901 bis 1905 studierte er an der Kaiserlichen Universität Dorpat Germanistik und Theologie. Von 1905 bis 1918 war er Lehrer an verschiedenen Schulen in Nowgorod, nach dem Ersten Weltkrieg studierte er an deutschen Universitäten und wurde 1920 an der Universität Würzburg mit der Arbeit „Die Grundlagen des Reineke Fuchs“ zum Dr. phil. promoviert. Von 1924 bis 1933 war er Deutschlehrer am Gymnasium in Kuressaare, von 1933 bis 1939 an der staatlichen Kunstgewerbeschule in Tallinn. 1939 ging er im Zuge der Umsiedlung nach Deutschland, wo er als Übersetzer und Sprachforscher arbeitete.

## Werk
Graf erstellte eine Reihe von Hilfsmitteln zum Erlernen des Estnischen und – später – des Russischen. Seit seiner Doktorarbeit beschäftigte er sich auch mit folkloristischen Fragestellungen und hat hierzu einige Publikationen vorgelegt. Nach dem Zweiten Weltkrieg wirkte er auch als Ortsnamenforscher und Übersetzer estnischer Literatur ins Deutsche. Von ihm sind drei Titel erschienen, wenngleich er noch mehrere Titel plante, diese jedoch bei keinem Verlag unterbringen konnte.

## Bibliografie (Auswahl)

### Wissenschaftliche Beiträge
- Die Grundlagen des Reinecke Fuchs. Academia Scientiarum Fennica, Helsinki 1920. 135 S.
- Taschenwörterbuch d. gebräuchlichsten spezifisch estnischen und d. entsprechenden deutschen Ausdrücke einschl. Redensarten, Sprichwörter etc. s.n., s.l. 1933. 257 S.
- Reinecke Fuchs, die älteste Tiergeschichte. Loodus, Tartu 1936. 47 S.
- Kulturkundliche Skizzen aus deutschen Landen. Kool-Verlag, Tartu 1936. 127 S.
- Estnisch-deutsches Wörterbuch. Kool-Verlag, Tartu 1937. 760 S.
- Idiomatische Redewendungen und Redensarten der russischen und der deutschen Sprache. Deutscher Verlag der Wissenschaften, Berlin 1954. 160 S.
- 6000 deutsche und russische Sprichwörter. Niemeyer, Halle (Saale) 1956. 297 S.

### Übersetzungen
- A. H. Tammsaare: Der Bauer von Körboja. Rütten und Loening, Berlin 1958. 258 S.
- A. H. Tammsaare: Wargamäe. Roman aus Estland. Paul List, Leipzig 1970. 586 S. (2. Aufl. 1978)
- Eduard Wilde: Aufruhr in Machtra. Rütten & Loening, Berlin 1952. 597 S. (2. Aufl. Verlag Neues Leben, Berlin 1984. 382 S.)